# Waterloo mezeje
A Waterloo mezeje (The Field of Waterloo) William Turner festménye.
A kép középpontjában egy drámai villámlás által megvilágított hullahegy áll. Turner a waterlooi csata utáni éjszakát, a halottakkal, sebesültekkel borított csatamezőt festette meg. A festő 1817-ben, két évvel a napóleoni háborúknak véget vető ütközet után járt a helyszínen, ahol számos rajzot vetett papírra. A csataképektől elvárták, hogy hazafiasak legyenek, de Turner nem a diadalra, hanem az áldozatokra – tekintet nélkül nemzetiségükre és rangjukra – koncentrált. A képet 1818-ban mutatták be, mellette egy George Byron idézet szerepelt A Waterloo-i csata előestéje című versbőlː „ellenség, barát együtt pihen.” A festmény 1856-ban, a Turner-hagyaték révén került a brit állami tulajdonába, ma a Tate gyűjteményének része.